# Tipula (Savtshenkia) macaronesica
Tipula (Savtshenkia) macaronesica is een tweevleugelige uit de familie langpootmuggen (Tipulidae). De soort komt voor in het Palearctisch gebied.